# The xx
The xx sunt o formație indie pop din Wandsworth, Londra, formată în 2005.  Grupul este format din Romy Madley Croft (chitară, voce), Oliver Sim (chitară bas, voce), Jamie Smith, cunoscut și sub numele de Jamie xx (beats, MPC, producție de discuri); Baria Qureshi (clape, chitară) a fost membră între 2005 - 2009. Sunt cunoscuți pentru piesele lor cu un stil distinct și minimalist, care îmbină pop indie, indie electronic, dream pop și electro-rock și configurația dual vocală atât a lui Croft cât și a lui Sim. Muzica lor folosește o chitară usoară, cu ecou, bas proeminent, ritmuri electronice ușoare și fundaluri de peisaj sonor ambiental. 

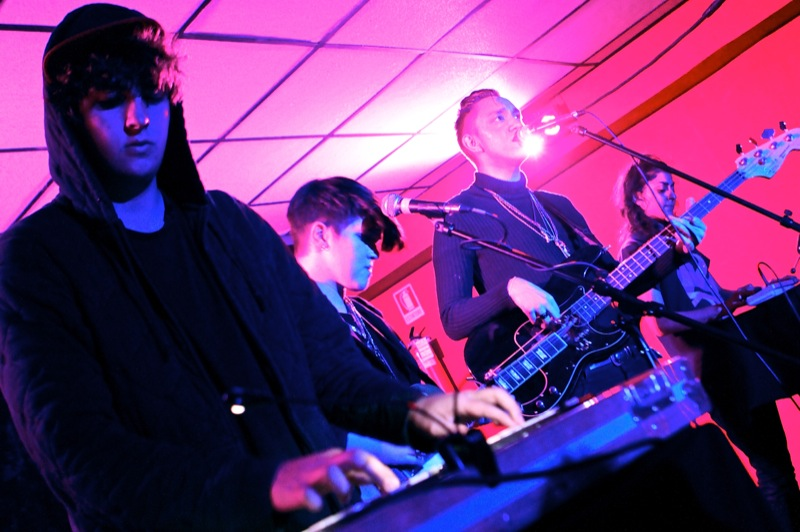
Formația inițială în octombrie 2009.

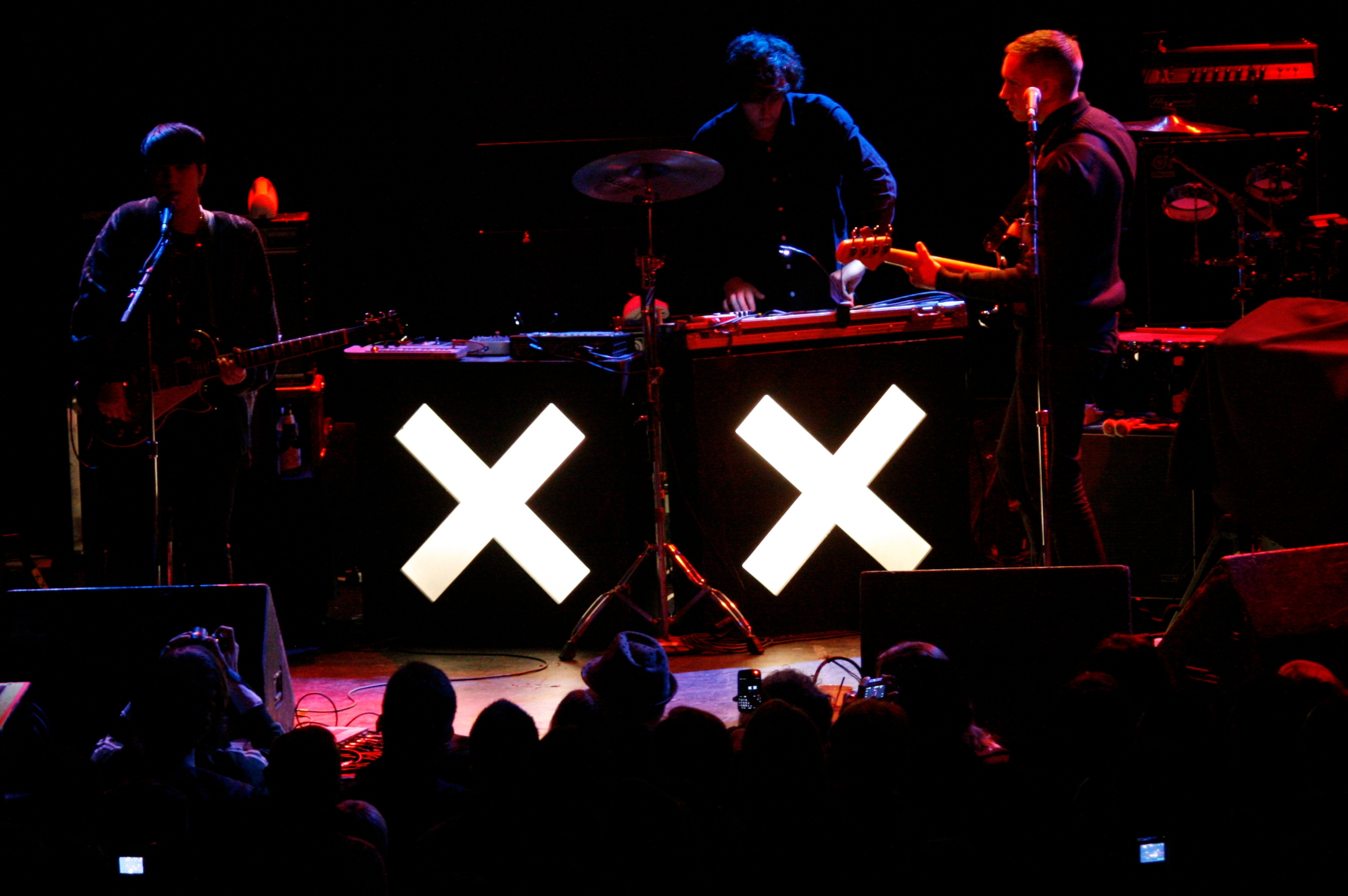
După plecarea lui Qureshi, XX a devenit un trio (decembrie 2009).

## Membrii trupei
Membrii actuali
- Romy Madley Croft   - chitară, voce
- Oliver Sim   - chitară bas, voce
- Jamie xx   - sintetizator, tobe, clape, beats, MPC

Foști membri
- Baria Qureshi   - clape, chitara (2005-2009)

## Discografie
- xx (2009)
- Coexist (2012)
- I See You (2017)

## Turneuri
- The xx Tour (2009–10)
- Coexist Tour (2012–2014)
- I See You Tour (2017–2018)